# Parafia Matki Bożej Nieustającej Pomocy w Kamionce Wielkiej
Parafia pw. Matki Bożej Nieustającej Pomocy w Kamionce Wielkiej – parafia rzymskokatolicka znajdująca się w diecezji tarnowskiej w dekanacie Nowy Sącz Wschód. Mieści się pod numerem 65. Obsługują ją księża diecezjalni.

## Historia
Parafia pw. św. Bartłomieja Apostoła (obecnie NMP Nieustającej Pomocy) powstała w pierwszej połowie XIV w. Jan Długosz w kronikach z XV w. podaje, że wieś posiadała 8 łanów kmiecych oraz kościół parafialny pw. Bartłomieja. Do roku 1785 parafia Kamionka Wielka należała do archidiecezji krakowskiej (archidiakonatu sądeckiego). W dniu 13 marca 1785 r. na mocy bulli papieża Piusa VI „In suprema beati Petri Cathedra”, powstała diecezja tarnowska, do której została włączona Sądecczyzna, w tym Kamionka Wielka. Obecnie parafia należy do dekanatu Nowy Sącz Wschód.
Do 1963 r. rolę kościoła parafialnego pełnił zabytkowy kościół pw. św. Bartłomieja Ap. (z lat 1621–1630). Obecnie kościołem parafialnym jest świątynia pw. Matki Bożej Nieustającej Pomocy wzniesiona w latach 1959–1963; poświęcona przez biskupa tarnowskiego Jerzego Ablewicza 30 czerwca 1963 r., wówczas parafia przyjęła nowe wezwanie – parafia pw. Matki Bożej Nieustającej Pomocy.

## Proboszczowie – administratorzy[1]
- ks. Józef z Lipnicy (wspominany w dokumentach w 1561)
- ks. Maciej z Sandomierza (wspominany w dokumentach w 1561)
- ks. Mateusz Biernatowicz (proboszcz 1596–1618)
- ks. Jan Biernatowicz (proboszcz w 1618)
- ks. Bartłomiej Fusorius (proboszcz 1618–1630)
- ks. Sebastian Vilesius (proboszcz 1630–1670)
- ks. Michał Oborski (proboszcz 1670–1693)
- ks. Andrzej Mogilański (proboszcz 1693–1706)
- ks. Kazimierz Mrozkiewicz (proboszcz 1706–1727)
- ks. Jan Bolewski (proboszcz w latach 1727–1738)
- ks. Jan Ligasiński (administrator 1738–1739)
- ks. Jakub Szołtyszkiewicz (proboszcz 1739–1740)
- ks. Tomasz Daszyński (proboszcz 1740–1744)
- ks. Jan Peleni (administrator w 1745)

Prawdopodobnie w latach 1745–1747 (brak danych) parafia była pod opieką jednej z sąsiednich parafii
- ks. Mateusz Dryzgała (proboszcz 1747–1771)
- ks. Sebastian Pawlik (administrator 1771, proboszcz z Mystkowa)
- ks. Jakub Sarnecki (proboszcz 1775–1800)
- ks. Paweł Królikowski (proboszcz 1800–1807)
- ks. Andrzej Kaliszowski (proboszcz 1807–1825)
- ks. Mateusz Frysztacki (administrator 1825–1827)
- ks. Wilhelm Weisvogel (administrator 1828)
- ks. Mateusz Frysztacki (ponownie administrator  1828–1831)
- ks. Walenty Franecki (administrator 1833, proboszcz z Mystkowa)
- ks. Antoni Klosson (administrator 1833–1834 i proboszcz 1834–1838)
- ks. Józef Reinfuss (administrator 1838)
- ks. Michał Mieszczak proboszcz (1838–1875)
- ks. Ignacy Feliks Wojnarowicz (proboszcz 1875–1898)
- ks. Tomasz Stolarczyk (1898–1905)
- ks. Józef Piekownewski (administrator 1905 przez 3 miesiące)
- ks. Józef Koterbski (proboszcz 1905–1923)
- ks. Józef Masztależ (administrator 1923)
- ks. Jan Łętek (proboszcz 1923–1938)
- ks. Karol Kawula (administrator 1938)
- ks. Jakub Stabrawa (proboszcz 1939–1964)
- ks. Stanisław Trytek (proboszcz 1964–2000)[4]
- ks. Stanisław Staśko (administrator 2000–2001)
- ks. Stanisław Ruchała (proboszcz 2001–2018)
- ks. Janusz Potok (proboszcz od 11 sierpnia 2018 – 29 lipca 2023)[5]
- ks. Marcin Baran (proboszcz od 29 lipca 2023 – obecnie)[6]